# Mon ami Machuca
Pour plus de détails, voir Fiche technique et Distribution.
Mon ami Machuca (Machuca) est un film hispano-britanno-franco-chilien réalisé par Andrés Wood sorti en 2004.
Ce film a pour personnages principaux deux enfants de onze ans : l'un, Gonzalo Infante, né d'une famille blanche et aisée qui habite dans le plus beau quartier de Santiago du Chili ; l'autre, Pedro Machuca, né d'une famille indigène vit dans un bidonville. Ils se rencontrent dans le collège catholique de Saint-Patrick sous la tutelle du père Mc Enroe qui a souhaité intégrer des enfants pauvres dans l'établissement.

## Synopsis
Depuis 1970, Le Chili est dirigé par le président socialiste Salvador Allende et le gouvernement de gauche issu de l'Unidad Popular (unité populaire).
En 1973, Gonzalo Infante, enfant de onze ans issu des beaux quartiers de Santiago du Chili, étudie au collège catholique de Saint-Patrick sous la tutelle du père Mc Enroe. Ce dernier lance une expérience : intégrer des enfants issus des bidonvilles voisins parmi les élèves issus de milieux nettement plus favorisés. Il pense, de cette façon, encourager le respect, la tolérance et le partage du savoir. De son côté, Gonzalo, bon élève, est régulièrement brimé et mis à l'écart par ses condisciples.
Gonzalo se lie progressivement d'amitié avec l'un des nouveaux, Pedro Machuca, surnommé « Peter ». À son contact, il va découvrir les profondes inégalités du pays, ainsi qu'une autre manière de vivre, dure mais chaleureuse. Il rencontre la mère de Machuca, qui ne cesse de travailler tout en s'occupant de son nouveau-né, le père de Pedro, alcoolique, et la jeune voisine Silvana, qui n'a pas froid aux yeux. En aidant à vendre des drapeaux lors de manifestations politiques, il se rend compte des fortes tensions qui existent entre les différentes classes sociales. Les efforts des classes possédantes pour déstabiliser le régime en place sont palpables, alors que d'autres citoyens manifestent leur soutien au gouvernement et leur volonté de voir plus de réformes et d'égalité sociale. Inversement, Machuca pénètre dans l'univers bourgeois de Gonzalo : là non plus rien n'est facile. Le père de Gonzalo, mollement favorable à l'Unidad Popular, est sur le point de partir à Rome pour travailler pour la FAO ; sa mère, sympathisante de la droite, a un amant ; sa sœur a un petit ami maniaque des arts martiaux et ouvertement d'extrême-droite. Quant à Silvana, elle initie Gonzalo et Pedro au bonheur des premiers baisers.
Le 11 septembre 1973, le président Salvador Allende meurt durant le coup d'État d'Augusto Pinochet. Ce dernier, arrivé au pouvoir, lance l'armée dans la répression aveugle et sanglante de toute forme d'opposition. L'amitié qui liait Gonzalo à Pedro Machuca ne résiste pas à cette violence. Le pouvoir militaire remet chacun des acteurs "à sa place" dans le système : Pedro Machuca, ainsi que les autres enfants pauvres, sont expulsés de l'école dès le moindre faux pas. Le père Mc Enroe, qui croyait en l'égalité de tous les enfants, est chassé de l'institution, mais avant de partir il défie les pouvoirs militaire et ecclésiastique dans une dernière déclaration. 
L'armée encercle les bidonvilles, perquisitionne, emmène de force leurs habitants ou les tue sur place, de façon arbitraire. Silvana est sauvagement abattue par les soldats alors qu'elle tentait de défendre son père. Gonzalo Infante assiste à l'exécution de Silvana et à l'arrestation de la famille Machuca. Alors qu'un soldat lui ordonne de rejoindre les autres, il ne doit son salut qu'à sa tenue vestimentaire bourgeoise qui convainc le soldat de le laisser partir.
La mère de Gonzalo emménage avec son amant, alors que le jeune garçon erre dans les lieux qu'il a fréquenté avec Pedro et Silvana.

## Fiche technique
- Titre : Mon ami Machuca
- Titre original : Machuca
- Réalisation : Andrés Wood
- Scénario : Mamoun Hassan, Roberto Brodsky, Andrés Wood assistés d'Aliseo Altunoga
- Photographie : Miguel Joan Littin
- Direction artistique : Rodrigo Bazaes
- Musique : José Miguel Miranda et José Miguel Tobar
- Supervision musicale : Rivaro Riveras
- Montage : Fernando Pardo
- Costumes : Maya Mora
- Maquillages : Guadalupe Correa
- Casting : Carlos Johnson
- Production : Gerardo Herrero, Mamoun Hassan, Andrés Wood
- Production exécutive : Nathalie Trafford, Juan Carlos Assiagoda
- Directeur de production : Patricio Perreira
- Société de production : Tornasol Films
- Société de distribution : Océan Films, K-Films Amérique (Québec)
- Pays d'origine :  Chili,  Espagne,  Royaume-Uni,  France
- Langues originales : espagnol et plus secondairement anglais
- Format : couleur - 1:1,85 - Dolby SLD
- Genre : drame
- Durée : 120 min
- Dates de sortie :
  - Suisse : 24 février 2004 (Suisse alémanique)
  - France : 21 mai 2004 (Festival de Cannes) ; 19 janvier 2005 (sortie nationale)
  - Espagne : 11 juin 2004
  - Chili : 5 août 2004
  - Québec : 29 avril 2005

## Distribution
- Matías Quer : Gonzalo Infante
- Ariel Mateluna : Pedro « Peter » Machuca
- Manuela Martelli : Silvana
- Aline Küppenheim : Maria Luisa, la mère de Gonzalo
- Tamara Acosta : Juana, mère de Machuca
- Francisco Reyes : Patricio Infante, le père de Gonzalo
- Alejandro Trejo : Willy
- Maria Olga Matte : Miss Gilda
- Gabriela Medina : Lucy la nounou
- Luis Dubo : Ismael Machuca
- Andrea Garcia Huidobro : 'Isabel, sœur de Gonzalo
- Pablo Krögh : Colonel Sotomayor
- Ernesto Malbran : Père Mc Enroe
- Federico Luppi : Roberto Ochagavia
- Tiago Correa : Pablo
- Sebastian Trautman : Gaston Robles

## Genèse
« Lorsqu'on demande à Andrés Wood s'il se réclame de ses illustres prédécesseurs chiliens, comme Helvio Soto, ou de cinéastes engagés comme Ken Loach, il affirme avoir voulu rendre hommage à Soto, comme aux autres cinéastes de L'Union populaire qui ont dû s'exiler (Patricio Guzman, Raul Ruiz, Miguel Littin...) mais il préfère citer François Truffaut ou Louis Malle. En ce qui concerne ce dernier, les références à Au revoir les enfants sont plus qu'évidentes. Hommage, citation, bien sûr. Mais aussi et surtout écho : on sait la tragédie qui suit Au revoir les enfants : Auschwitz, la Shoah... Andrés Wood n'égalise pas les situations, mais utilise l'écho symbolique et affectif de ce que suggère le film de Malle. Oui le coup d'État de Pinochet et la violente et cruelle répression qui l'a suivi prennent une ampleur qu'il n'y a rien d'artificiel à mettre en relation avec la solution finale, même s'il faut demeurer mesuré et raison garder »[source insuffisante].
Âgé seulement de huit ans lors du coup d'État, Andrés Wood reconnaît avoir été « marqué à vie » par l'arrivée d'élèves défavorisés dans son collège. Celui-ci était tenu par le père Whelan, prêtre d'origine américaine, ayant travaillé à Chicago où il avait œuvré pour la mixité ethnique des classes (le film lui est d'ailleurs dédié). Le père Whelan, après son expulsion, a travaillé dans les quartiers pauvres de Santiago. Dans les années 1990, il est revenu au collège mais il n'a pas pu voir le film : il est mort six mois avant sa sortie.
« C'est ma femme qui m'a fait comprendre que le film que je voulais réaliser concernait mon expérience du collège... J'ai ressenti un vrai besoin de faire ce film. Tout d'abord parce que personne n'avait jamais abordé sous cet angle la fin de la démocratie au Chili. Ce sont ici des enfants qui regardent. Ils ne jugent pas, ils ne donnent pas leur opinion. Ils sont seulement témoins des évènements, et cela donne au récit une grande authenticité. C'est d'autre part la première fois qu'un réalisateur ayant vécu la dictature au Chili, tourne un film sur cette période au travers d'une fiction ; la première fois qu'un réalisateur de cette génération (entre trente et quarante ans) aborde ce moment de l'histoire dont le pays n'est pas encore sorti », déclare Andrés Wood[réf. nécessaire].
Mamoun Hassan a participé à la rédaction du scénario qui a pris un an et demi. Roberto Brodsky a été contacté, ainsi que d'anciens camarades de classe. Les décors extérieurs ont dû être retouchés et l'équipe a dû utiliser des trucages numériques. Miguel Joan Littin (directeur de la photographie) et Rodrigo Bazaes (chef décorateur) ont mis en place « une atmosphère extrêmement réaliste, qui soit à la fois d'un réalisme cru et chaleureuse »[source insuffisante].

## Dramaturgie
Mon ami Machuca est en premier lieu l'histoire d'une amitié déçue et brisée et montre en arrière-plan l'évolution politique. L'amitié est présentée sous un jour classique : naissance de la relation entre Machuca et Gonzalo, puis les premiers tiraillements et enfin la destruction de cette amitié. Au terme de cette histoire, Gonzalo rejoint son milieu bourgeois mais il a mûri.
Andrés Wood s'attache à nous montrer deux mondes que tout oppose : le quartier bourgeois de Santiago et bidonville (poblacione) sur les rives du Mapocho, les décors des maisons, les activités des femmes, et le port de l'uniforme. C'est ce dernier qui permet aux élèves de Saint-Patrick de se distinguer physiquement et socialement de Pedro et de ses compagnons, c'est lui qui justifie la prophétie[Quoi ?] du père de Pedro, et c'est l'uniforme qui sera chargé de mater dans le sang toutes les velléités de changement du gouvernement Allende.
Le récit est composé des souvenirs et le meilleur choix pour les traduire a été d'utiliser l'ellipse : Maria Luisa qui emmène Gonzalo « faire des courses », les images de roue de vélo lorsque Gonzalo quitte précipitamment le bidonville... 
« Le pari, parfaitement tenu, de Mon ami Machuca, est de mettre en relation la petite et la grande histoire sans que jamais la seconde écrase la première. Cela tient évidemment au choix d'une focalisation interne générale sur le personnage de Gonzalo, pratiquement présent dans toutes les séquences, censé assister à chaque événement. La mise en scène renforce cette focalisation à travers le regard de Gonzalo. Nous n'appréhendons les événements de la ""grande Histoire" qu'à travers la perception qu'en a Gonzalo ».

## Personnages
- Gonzalo Infante est un enfant de la bourgeoisie. Dès le début son regard dans le miroir trahit un doute, une faille : est-il bien à l'aise dans ce milieu ? Les rapports avec Gaston Robles et sa bande sont malsains, à la maison le père semble effacé, sa sœur se réfugie dans la presse pour jeunes et joue à l'adulte, sa mère ne semble pas comprendre ce qu'il attend. Gonzalo doute de lui-même, est en quête d'identification.« Il va trouver dans Pedro Machuca plus mature, plus inscrit, par nécessité matérielle, dans la vie réelle, une image valorisante. Image qu'il lui faudra aussi accepter de détruire, d'abandonner pour vivre sa propre vie, dans son milieu, après avoir constaté non seulement que la vie d'enfant des bidonvilles dans le Chili de 1973 n'a rien des aventures du Cow-boy masqué, qu'on ne change pas de camp et de personnalité aussi facilement, qu'il faut accepter sa propre histoire, son appartenance à un milieu, une culture, une classe, même si ce n'est pas nécessairement avec fierté »[1].
- Pedro Machuca ; autant nous oublions au cours de l'histoire le nom de famille de Gonzalo, autant pour ce deuxième personnage c'est son prénom qui est minimisé. Souvenons-nous de la scène où le père Mac Enroe demande son nom à Pedro et où il conclut qu'il faut se faire entendre. Le jeune garçon a l'expérience de la vie et contrairement à Gonzalo, il n'hésite pas à affronter Robles et sa bande ; il vend drapeaux et cigarettes aux anti comme aux pro-Allende, il reste calme devant la démonstration de nunchaku de l'ami fascisant d'Isabel. « Ariel Mateluna est avant tout un regard, un regard avide de comprendre, d'aimer, de saisir le monde à pleines dents. C'est dans ce sens qu'il rappelle, au-delà de toute référence anecdotique, le Jean-Pierre Léaud des 400 coups. Entre Pedro et Gonzalo, c'est une affaire de regards, pas seulement de regards échangés, lors de leur rencontre ou de leur séparation, mais de regards portés sur le monde qui les entoure »[1].
- Silvana : Andrés Wood dit que « Silvana est non seulement un guide mais aussi un symbole de ce que la dictature tue : la vérité ; le courage de ces personnes osant dire ce qu'elles pensent. Le Chili post-Allende s'est refermé sur lui-même. Silvana représente tout le contraire »[réf. nécessaire]. Silvana a une personnalité bien affirmée : que ce soit face à Pedro ou face aux manifestantes anti-Allende, elle est entière. Si elle initie les deux garçons aux jeux des baisers, elle permet à Gonzalo de faire face à la réalité. Elle va mourir vers la fin du film en voulant sauver son père qui se faisait tabasser par des soldats.
- Maria Luisa est un personnage dévastateur : son impatience à la sortie de l'école maquillée par ses excès de tendresse, son indifférence aux réactions de son fils lorsqu'elle l'emmène chez son amant, son mépris à peine dissimulé pour son mari, tout est négatif. « Maria Luisa a pourtant une fonction précise dans l'équilibre des personnages, surtout si l'on prend en compte sa signification au niveau du Chili en général. Représentante type de la contre-révolution des casseroles, elle se justifie par le soutien à sa progéniture, mais s'explique aussi par ce qu'on peut estimer comme un échec sentimental que concrétisent à la fois le départ de Patricio et sa propre sur-protection de Gonzalo »[1].
- Patricio est un personnage qui apparaît opportuniste. Il accepte que sa femme le trompe, il tolère le petit ami extrémiste de sa fille, il est ambigu dans son soutien au régime : « Le socialisme est bon pour le Chili mais pas pour nous ». Pourtant, il est plein de fougue, presque crédible quand il propose à la famille de partir avec lui en Italie, de tout recommencer. Seul, Gonzalo semble y croire.
- Juana est le symbole d'une classe qui a mis beaucoup d'espoir dans le régime d'Allende. Mais cette mère-courage doit déchanter : « Quand j'étais petite, je vivais dans une ferme près de San Nicolas. Mon père était un de ceux qui s'occupaient du bétail. Si une bête mourait, on nous diminuait nos vivres mensuels. Peu importait la raison, mon père était toujours coupable. Je suis venue ici, à Santiago, à quinze ans, pour que les enfants ne soient pas coupables de tout. Mais on dirait qu'ici c'est pareil. Les coupables sont toujours les mêmes, comme d'habitude ».

## Distinctions
- Festival de Cannes 2004 : sélection pour la Quinzaine des réalisateurs
- Festival international du film de Flandre-Gand 2004 : Prix Georges Delerue de la meilleure musique